# Перпіньян (регбійний клуб)
Юньон Спортів де Арлекін Перпіньон (фр. Union Sportive des Arlequins Perpignanais), або скорочено ЮСАП, Перпіньян — французький регбійний клуб, який виступає в Про Д2. Команду було засновано в 1902 році під назвою СА Перпіньян. У 1919 році назву було змінено на ЮСА Перпіньян, в 1933 році вона натомість отримала свою нинішню назву. Домашні матчі колектив проводить на арені Ейме-Жираль, який вміщає 14,593 глядачів. Кольорами команди є червоний і золотий. Саме ці кольори і є національними кольорами Каталонії.

## Історія
Клуб було засновано у 1902 році під назвою СА Перпіньян. Вперше команда Перпіньян ввійшла у фінал чемпіонату Франції — 3 травня 1914. Жителі півдня зустрілися з командою Тарб і виграли матч з рахунком 8:7. Матч цей проходив на стадіоні Стад де Пон Жюмо, що в Тулузі, а прийшло на нього 15 000 глядачів.  Кілька регбістів з чемпіонського складу кілька місяців по тому загинули на Першій світовій війні. Щоб вшанувати пам'ять покійних, було вирішено змінити колір форми з золотого-червоною в колір уніформи французьких піхотинців.
Чотири роки пізніше клуб змінив назву на ЮС Перпіньян. У 1921 році команда вдруге заграла в головному матчі сезону. 17 квітня Перпіньяни обіграли Тулузу (5:0) на стадіоні Парк де Спорт де Сокльє в Безьє. Через три роки в фіналі першості в Бордо зустрілися ті ж самі учасники. Втім, в той раз сильнішою виявилася Тулуза (0:3).
Команда грала успішно впродовж всіх 1920-х років : Перпіньян боровся за титул чемпіона Франції в 1925 і 1926 роках. У першому випадку їхнім суперником був регбійний клуб Каркассон. Червоно-золоті виграли матч з рахунком 5:0. Третій поспіль фінал знову звів їх з Тулузою. Як і минулого разу, зустріч пройшла в Бордо, а чемпіонами стала команда з Тулузи (11:0). На цьому закінчились вдалі виступи клубу, бо наступного фіналу вболівальники Перпіньяна чекали близько десяти років.
У 1935 році команда зустрілася в вирішальному матчі першості з Біарріц Олімпік на стадіоні Стад де Пон Жюмо. Матч цей відбувся 12 травня, приніс титул аквітанцям. На втіху фанатам регбісти Перпіньяна здобули першу перемогу в турнірі Шаленж Ів дю Мануар. Через три сезони фінальний матч чемпіонату Франції проходив з тим же складом учасників. Перемігши суперника з рахунком 11:6, Перпіньян взяли перше чемпіонство з 1921 році. У цьому ж сезоні клуб дійшов до фіналу Шаленж. 1930-ті роки були досить вдалими для команди. У 1936, червоно-золоті стали переможцями і триразовими фіналістами Шаленж Ів дю Мануар, виграли чемпіонат Франції і двічі ставали володарями срібних медалей першості.
у 1944 році, команда знову дійшла до фіналу національного чемпіонату Франції. Команда грала з Авірон Байонне на Парк де Пренс в столиці. 26 березня 1944 команда Перпіньян виграла чемпіонат з рахунком 20:5, тим самим клуб став п'ятикратним чемпіоном країни.
Через вісім років, в 1952, клуб боровся за шостий титул з командою Лурд. Гра пройшла на муніципальному стадіоні в Тулузі і завершилася перемогою Лурду (20:11). Три роки потому ті ж суперники зіграли у вирішальному матчі чемпіонату 1955 року. У Бордо сильнішим виявились гравці Перпіньян (11:6), завоювали шостий титул чемпіонів Франції. Також в 1955 році команда вдруге стала переможцем Шаленж Ів дю Мануар. Через рік жителі півдня посіли друге місце в цьому ж змаганні.
У 1965 році Перпіньян став триразовим чемпіоном Шаленж Ів дю Мануар. У 1977-му регбісти взяли участь у першому фіналі чемпіонату з 1955 року. Їх опонентом була команда Безьє Еро - яка зуміла переграти червоно-золотих на стадіоні Парк де Пренс (12:4). У 1994, колектив виграв свій останній Шаленж Ів дю Мануар, а в 1998 році провів матч за звання чемпіона. Південці програли зустріч зі Стад Франсе, яка пройшла на Стад де Франс(7-34). За матчом спостерігало 78 тисяч глядачів.
У 2002 році клуб встановив партнерські відносини з регбійною командою Барселонського університету. В результаті угоди остання змінила назву на ЮСАП Барселона. На даний момент іспанські "арлекіни" грають в Дівісьон де Онор. Програвши команді Коломьє в півфіналі кубка Хайнекен 1998/1999, Перпіньяни зуміли дійти до вирішального матчу в 2003. Проте, в чисто французькому фіналі вдача стояла на боці Тулузи (21:17).
Матч пройшов на арені Ленсдаун Роуд в Дубліні. У 2004 році клуб в черговий раз програв у фіналі першості. Їх противником знову була команда Стад Франсе (38:20), а сам матч також пройшов на Стад де Франс. Число очевидців поразки червоно-золотих зросла: на стадіон прийшло 79 722 любителі регбі. З Ленсдаун Роуд пов'язаний ще один неприємний епізод історії клубу Перпіньян — французи програли у чвертьфіналі кубка Хайнекен 2005/2006 майбутньому чемпіону - Манстер.
В грудні 2008 клуб підписав контракт з одним із кращих гравців світу, гравцем збірної Нової Зеландії — Деном Картером. Контракт був розрахований на шість місяців. Співпраця сторін завершилося однак передчасно: Картер порвав сухожилля. 
У завершальній частині сезону клуб мав зіграти в матчі плей-офф Топ 14. Команді Перпіньян нарешті вдалось обіграти обіграв Стад Франсе (25:21) і в головному матчі клуб отримав приголомшливу перемогу над Клермоном(22:13). Через рік команда знову боролася за головний приз ліги з жовто-синіми, проте виграв клуб з Клермон-Феррану. Для чемпіонів цей титул став першим серед розіграних одинадцяти фінальних ігор.
У 2011 році керівництво Перпіньяна підписало угоду про співпрацю з колегами з Барселони. Договір передбачає, що французька команда отримає PR-підтримку з боку ФК Барселони. За підсумками сезону 2013/2014 клуб вибув до другого дивізіону, Про Д2.

## Досягнення
Топ 14
- Чемпіон: 1914, 1921, 1925, 1938, 1944, 1955, 2009
- Фіналіст: 1924, 1926, 1935, 1939, 1952, 1977, 1998, 2004, 2010

Шаленж Ів дю Мануар
- Переможець: 1935, 1955, 1994
- Фіналіст: 1936, 1937, 1938, 1956, 1965

Кубок Хайнекен
- Фіналіст: 2003

## Фінальні матчі

### Топ 14
|                 |                 |                 |               |                                |               |
| Дата            | Чемпіон         | Фіналіст        | Результат     | Стадіон                        | Вболівальники |
| 3 травня 1914   | Перпіньян       | Тарб            | 8:7           | Стад де Пон Жюмо, Тулуза       | 15 000        |
| 17 квітня 1921  | Перпіньян       | Тулуза          | 5:0           | Парк де Спорт де Сокльє, Безьє | 20 000        |
| 27 квітня 1924  | Тулуза          | Перпіньян       | 3:0           | Парк Лескюр, Бордо             | 20 000        |
| 3 травня 1925   | Перпіньян       | Каркассон       | 5:0           | Мароссан, Нарбонн              | 20 000        |
| 2 травня 1926   | Тулуза          | Перпіньян       | 11:0          | Парк Лескюр, Бордо             | 25 000        |
| 12 травня 1935  | Біарріц Олімпік | Перпіньян       | 3:0           | Стад де Пон Жюмо, Тулуза       | 23 000        |
| 8 травня 1938   | Перпіньян       | Біарріц Олімпік | 11:6          | Стад де Пон Жюмо, Тулуза       | 24 600        |
| 30 квітня 1939  | Біарріц Олімпік | Перпіньян       | 6:0 (дод.час) | Стад де Пон Жюмо, Тулуза       | 23 000        |
| 26 березня 1944 | Перпіньян       | Авірон Байонне  | 20:5          | Парк де Пренс, Париж           | 35 000        |
| 4 травня 1952   | Лурд            | Перпіньян       | 20:11         | Муніципальний стадіон, Тулуза  | 32 500        |
| 22 травня 1955  | Перпіньян       | Лурд            | 11:6          | Парк Лескюр, Бордо             | 39 764        |
| 29 травня 1977  | Безьє Еро       | Перпіньян       | 12:4          | Парк де Пренс, Париж           | 41 821        |
| 16 травня 1998  | Стад Франсе     | Перпіньян       | 34:7          | Стад де Франс, Сен-Дені        | 78 000        |
| 26 червня 2004  | Стад Франсе     | Перпіньян       | 38:20         | Стад де Франс, Сен-Дені        | 79 722        |
| 6 червня 2009   | Перпіньян       | Клермон Овернь  | 22:13         | Стад де Франс, Сен-Дені        | 79 205        |
| 29 травня 2010  | Клермон Овернь  | Перпіньян       | 19:6          | Стад де Франс, Сен-Дені        | 79 262        |

### Кубок Хайнекен
|                |         |           |           |                       |               |
| Дата           | Чемпіон | Фіналіст  | Результат | Стадіон               | Вболівальники |
| 23 травня 2003 | Тулуза  | Перпіньян | 22:17     | Ленсдаун Роуд, Дублін | 28 600        |

## Сезон 2016—2017 Про Д2[2]
| 1 | Ойонна                   | 19                                | 12 | 0 | 7  | 541 | 407 | +134 | 5 | 5 | 58 |
| 2 | Ажен                     | 19                                | 12 | 1 | 6  | 501 | 397 | +104 | 3 | 3 | 56 |
| 3 | Монтобан                 | 19                                | 12 | 0 | 7  | 462 | 322 | +140 | 4 | 2 | 54 |
| 4 | Коломьє                  | 19                                | 12 | 0 | 7  | 473 | 350 | +123 | 3 | 2 | 53 |
| 5 | Мон-де-Марсан            | 19                                | 11 | 0 | 8  | 426 | 383 | +43  | 2 | 6 | 52 |
| 6 | Біарріц Олімпік          | 19                                | 11 | 0 | 8  | 455 | 424 | +31  | 1 | 3 | 48 |
| 7 | Каркассон                | 19                                | 10 | 1 | 8  | 422 | 396 | +26  | 2 | 2 | 46 |
| 8 | Стад Орійяк              | 19                                | 10 | 0 | 9  | 408 | 434 | –26  | 3 | 3 | 46 |
| 9 | Ангулем                  | 19                                | 10 | 1 | 8  | 358 | 382 | -24  | 1 | 1 | 44 |
| 10 | Перпіньян                | 19                                | 8  | 1 | 10 | 419 | 407 | +12  | 5 | 3 | 42 |
| 11 | Дакс                     | 19                                | 9  | 0 | 10 | 413 | 483 | -70  | 1 | 4 | 41 |
| 12 | Нарбонн                  | 19                                | 9  | 1 | 9  | 365 | 474 | −109 | 1 | 0 | 39 |
| 13 | Безьє Еро                | 19                                | 7  | 0 | 12 | 418 | 391 | +27  | 6 | 3 | 37 |
| 14 | Ванн                     | 19                                | 5  | 2 | 12 | 383 | 480 | −97  | 1 | 5 | 30 |
| 15 | Альбі                    | 19                                | 6  | 2 | 11 | 372 | 505 | −133 | 0 | 2 | 30 |
| 16 | Бургуен Жальє            | 19                                | 3  | 1 | 15 | 308 | 489 | −181 | 1 | 4 | 19 |
| Зелений фон Чемпіони, автоматичний аванс до Топ 14. Голубий фон Команди, які вийшли у плей-офф Червоний фон Команди, які вилітають в Федераль 1. Примітки:Якщо дві команди здобули таку саму кількість балів, їх позиція вираховується по результатам різниці зібраних балів. |                          |                                   |    |   |    |     |     |      |   |   |    |
| | 2016–2017 Про Д2 Таблиця | читати · редагувати · обговорення |    |   |    |     |     |      |   |   |    |